# Мартиника (пролив)
Мартиника (англ. Martinique Passage; фр. Canal de la Martinique) — пролив между островным государством Доминика на севере и французским островом Мартиника на юге. Ширина 35 км, наибольшая глубина пролива — 1400 м. Соединяет Атлантический океан с Карибским морем.
В 1987 году между Францией и Доминикой было подписано Соглашение о делимитации границы между странами, проходящей по проливу Мартиника.